# إدوارد بينيت
إدوارد بينيت (بالإنجليزية: Edward Bennett)‏ (و. 1979 – م) هو ممثل، من المملكة المتحدة.

## التعليم
تعلم في الأكاديمية الملكية للفنون المسرحية، في تخصص تمثيل، وتحصل منها على بكالوريوس الآداب، وجامعة كارديف.

## وصلات خارجية
- إدوارد بينيت على موقع IMDb (الإنجليزية)
- إدوارد بينيت على موقع أول موفي (الإنجليزية)
- إدوارد بينيت على موقع قاعدة بيانات الفيلم (الإنجليزية)